# Bulbophyllum fasciatum
Bulbophyllum fasciatum là một loài phong lan thuộc chi Bulbophyllum.